# سانتوس المحدودة
سانتوس المحدودة. (أويل سيرش الجنوب أسترالية بالمقاطعة الشمالية ) هي شركة أسترالية للطاقة ، وثاني أكبر منتج مستقل للنفط والغاز في البلاد.  في عام 2020 فوربس غلوبال 2000 ، تم تصنيف سانتوس كأكبر شركة عامة 1583 في العالم. 

## روابط خارجية
- الموقع الرسمي